# Mike Richmond
Michael „Mike“ Richmond (* 26. Februar 1948 in Philadelphia, Pennsylvania) ist ein US-amerikanischer Jazz-Bassist.

## Leben und Wirken
Mike Richmond begann als Gitarrist und wechselte im Orchester seiner Highschool zum Bass. Er studierte Musik an der Temple University, wo er mit einem Bachelor abschloss und nahm Privat-Unterricht bei Jimmy Garrison. Er arbeitete mit Musikern wie Stan Getz, Dizzy Gillespie, Rahsaan Roland Kirk, Don Cherry, Karl Berger, George Gruntz, Walter Norris, Barry Finnerty, Mario Stantchev, dem Folk-Blues-Sänger und Songwriter Richie Havens und dem indischen Sitar-Spieler Ravi Shankar. Seit 1980 war er Mitglied der Mingus Dynasty. 1989 spielte er im Trio mit George Gruntz und Adam Nussbaum (Serious Fun, Enja 1990). 
In den 1990er-Jahren war Richmond Mitglied in John Fischers Gruppe Interface mit Vincent Chancey, Theo Jörgensmann und Ben Kilmer und arbeitete mit dem Bujazzo. 1991 wirkte er beim Konzert von Miles Davis und Quincy Jones in Montreux mit. Zu hören war er u. a. auch auf John Clarks Album I Will (1997). In späteren Jahren spielte er in der Combo Nuvo mit Dave Schroeder, Rich Shemaria, Brad Shepik und John Hadfield. Zu hören ist er auch auf The Charles Mingus Centennial Sessions der Mingus Big Band (2022).
Richmond unterrichtet an der New York University, wo er 1994 den Teacher of the Year Award erhielt. Er hat ein Standardwerk über das Spielen des Walking Bass verfasst.

## Diskographie
- Dream Waves mit Billy Hart, Andy LaVerne, 1979
- Basic Tendencies mit Louis Colin, Joe Passaro, Badal Roy, Simon Shaheen, Glen Velez, 1988
- On the Edge mit Adam Nussbaum, Larry Schneider, 1988
- Dance for Andy mit Keith Copeland, Billy Hart, Andy LaVerne, Jim McNeely, Adam Nussbaum, Larry Schneider, Kenny Washington, 1989
- Blue in Green mit Richie Beirach, Larry Schneider, Jeff Williams, 1994
- The New Interface Trio mit John Fischer, Ben Kilmer, 1994
- For Us mit Andy LaVerne Piano, 1995